# Sainte-Colombe (Charente Marittima)
Sainte-Colombe è un comune francese di 120 abitanti situato nel dipartimento della Charente Marittima nella regione della Nuova Aquitania.

## Società

### Evoluzione demografica
Abitanti censiti